# Basadingen-Schlattingen
Basadingen-Schlattingen is een gemeente in het Zwitserse kanton Thurgau, en maakt deel uit van het district Frauenfeld.
Basadingen-Schlattingen telt 1664 inwoners.